# Ambroise-Marguerite Bardin
Ambroise-Marguerite Bardin (Charmentray, 20 de maio de 1768 - Paris, 26 de março de 1842) foi um pintora e pastelista francesa.
Bardin era filha do pintor Jean Bardin (1732-1809), com quem estudou; sua mãe era Marie-Madeleine Le Gein (c.1742–1805). Em 11 de fevereiro de 1793, casou-se com Pierre-François Mollière, professor de desenho e assistente de seu pai, em Orléans, e com ele mais tarde estabeleceria uma fábrica de porcelana. Parece que ela abandonou a pintura após o casamento. Ela também praticou gravura durante sua carreira. Um autorretrato em pastel no qual ela pinta um retrato de seu pai, datado de 1791, está na coleção do Musée des Beaux-Arts d'Orléans.